# Artificial Horizon
Albums de U2
No Line on the Horizon
(2009) Wide Awake in Europe
(2010)
Artificial Horizon est une compilation de remixes de chansons du groupe U2 sortie en 2010.

## Liste des titres
| 1.    | Elevation (Influx remix)                                   | Bono                        | U2                                   | 4:04 |
| 2.    | Fast Cars (Jacknife Lee remix)                             | Bono, The Edge              | U2                                   | 3:30 |
| 3.    | Get on Your Boots (Fish Out of Water mix)                  | Bono                        | U2                                   | 3:47 |
| 4.    | Vertigo (Trent Reznor remix)                               | Bono, The Edge              | U2                                   | 3:39 |
| 5.    | Magnificent (Fred Falke Radio mix)                         | Bono, The Edge              | U2, Brian Eno, Daniel Lanois         | 4:02 |
| 6.    | I'll Go Crazy If I Don't Go Crazy Tonight (Live U2360 mix) | Bono                        | U2                                   | 6:47 |
| 7.    | Beautiful Day (David Holmes mix)                           | Bono                        | U2                                   | 5:37 |
| 8.    | Staring at the Sun (Monster Truck remix)                   | Bono, The Edge              | U2                                   | 5:09 |
| 9.    | Happiness Is a Warm Gun (Danny Saber mix)                  | John Lennon, Paul McCartney | Lennon, McCartney, interprété par U2 | 4:54 |
| 10.   | Get on Your Boots (Justice remix)                          | Bono                        | U2                                   | 3:29 |
| 11.   | City of Blinding Lights (Hot Chip 2006 remix)              | Bono                        | U2                                   | 6:19 |
| 12.   | If God Will Send His Angels (Grand Jury mix)               | Bono, The Edge              | U2                                   | 5:46 |
| 13.   | Staring at the Sun (Brothers in Rhythm Ambient mix)        | Bono, The Edge              | U2                                   | 5:29 |
| 62:25 |                                                            |                             |                                      |      |

| Titre bonus - Édition vinyle | Titre bonus - Édition vinyle       | Titre bonus - Édition vinyle | Titre bonus - Édition vinyle | Titre bonus - Édition vinyle | Titre bonus - Édition vinyle | Titre bonus - Édition vinyle | Titre bonus - Édition vinyle | Titre bonus - Édition vinyle | Titre bonus - Édition vinyle |
| No                           | Titre                              | Paroles                      | Musique                      | Durée                        |                              |                              |                              |                              |                              |
| ---------------------------- | ---------------------------------- | ---------------------------- | ---------------------------- | ---------------------------- | ---------------------------- | ---------------------------- | ---------------------------- | ---------------------------- | ---------------------------- |
| 14.                          | Unknown Caller (Snow Patrol remix) | U2, Eno, Lanois              | U2, Eno, Lanois              | 4:35                         |                              |                              |                              |                              |                              |
| 67:00                        |                                    |                              |                              |                              |                              |                              |                              |                              |                              |